# 애쉬 (가수)
애쉬(Ashe, 1994년 4월 25일 ~ )는 미국의 싱어송라이터이다.

## 음반 목록

### EP
- The Rabbit Hole (2018)
- Moral of the Story: Chapter 1 (2019)